# Championnats du monde d'athlétisme handisport 2019
Navigation
Londres 2017 Paris 2023
Les 9e championnats du monde d'athlétisme handisport se déroulent du 7 au 15 novembre 2019, à Dubaï aux Émirats arabes unis. Ces championnats servent de qualifications pour les Jeux paralympiques d'été de 2020.

## Classification des handicaps
Les athlètes sont classés selon la nature et la gravité de leurs handicap pour pouvoir concourir contre d'autres athlètes aux handicaps similaires. Chaque classification se compose de trois caractères, une lettre suivi de deux chiffres. La lettre permet de spécifier le type de concours : T pour les cours et les sauts, F pour les lancers. Le premier chiffre concerne le type de handicap tandis que le second chiffre lui désigne la gravité de celui-ci ; plus le second chiffre est bas, plus le handicap est important.
- T/F11-13 : concerne les athlètes non-voyants (11) et malvoyants (12 et 13). Les athlètes de la catégorie 11 (et parfois dans la catégorie 12) courent avec un guide.
- T/F20 : concerne les athlètes avec une déficience mentale (QI inférieur à 70).
- T/F31-38 : concerne les athlètes avec des problèmes de coordination des membres (par exemple liée à une paralysie cérébrale). Les athlètes des catégories 31 à 34 concourent assis ou en fauteuil, tandis que ceux dans les catégories 35 à 38 concourent debout.
- T/F40-41 : concerne les athlètes de petite taille.
- T/F42-43 : concerne les athlètes avec puissance musculaire altérée (sans prothèse) au niveau des jambes.
- T/F45-47 : concerne les athlètes avec prothèse au niveau des membres supérieures.
- T51-57 : concerne les athlètes blessés médullaires. Tous concourent en fauteuil roulant.
- F51-57 : concerne les athlètes blessés médullaires. Tous lancent assis.
- T/F61-64 : concerne les athlètes amputés des membres inférieures (avec prothèses).

## Choix du lieu
Lors de l'édition précédente, il est émis l'idée de faire revenir les Championnats à Londres au vu du succès remporté en 2017 ainsi que lors des Jeux paralympiques de 2012,. Les négociations prennent plusieurs mois de retard et finalement le choix de Dubaï comme ville-hôte est annoncée en juin 2018.

## Participants
1 356 athlètes de 117 nations participent à ces championnats :
| Afrique | Asie | Europe | Amérique | Océanie                                                                      |
| --- | --- | --- | --- | ---------------------------------------------------------------------------- |
| - Afrique du Sud - Algérie - Angola - Bénin - Botswana - Burundi - Cameroun - Cap-Vert - Égypte - Gambie - Ghana - Guinée - Kenya - Lesotho - Libye - Malawi - Mali - Maurice - Maroc - Namibie - Nigeria - Rwanda - Sénégal - Tunisie - Ouganda | - Afghanistan - Arabie saoudite - Azerbaïdjan - Bahreïn - Bhoutan - Cambodge - Chine - Corée du Sud - Émirats arabes unis - Géorgie - Hong Kong - Inde - Indonésie - Irak - Iran - Japon - Kazakhstan - Koweït - Kirghizistan - Laos - Malaisie - Mongolie - Oman - Ouzbékistan - Pakistan - Qatar - Singapour - Sri Lanka - Syrie - Taipei chinois - Thaïlande - Viêt Nam | - Allemagne - Arménie - Autriche - Belgique - Biélorussie - Bosnie-Herzégovine - Bulgarie - Chypre - Danemark - Espagne - Estonie - Finlande - France - Grèce - Hongrie - Irlande - Islande - Israël - Italie - Lettonie - Lituanie - Luxembourg - Moldavie - Monténégro - Norvège - Pays-Bas - Pologne - Portugal - République tchèque - Roumanie - Royaume-Uni - Russie - Serbie - Slovaquie - Slovénie - Suède - Suisse - Turquie - Ukraine | - Argentine - Bermudes - Brésil - Canada - Chili - Colombie - Costa Rica - Cuba - Équateur - États-Unis - Jamaïque - Mexique - Nicaragua - Panama - Pérou - Trinité-et-Tobago - Venezuela | - Australie - Fidji - Nouvelle-Zélande - Papouasie-Nouvelle-Guinée - Vanuatu |

## Résultats

### Femmes

#### 100 m
| Catégorie | Or                                                                | Argent                                   | Bronze                                                                       |
| --------- | ----------------------------------------------------------------- | ---------------------------------------- | ---------------------------------------------------------------------------- |
| T11       | Jerusa Geber dos Santos Guide : Gabriel dos Santos Garcia 11 s 80 | Liu Cuiqing Guide : Xu Donglin 11 s 87   | Lorena Salvatini Spoladore Guide : Renato Oliveira 12 s 03                   |
| T12       | Omara Durand Guide : Yuniol Kindelan Vargas 11 s 66 (SB)          | Adiaratou Iglesias Forneiro 11 s 99 (PB) | Viviane Ferreira Soares Guide : Newton Vieira de Almeida Junior 12 s 00 (PB) |
| T13       | Leilia Adzhametova 12 s 19                                        | Kym Crosby 12 s 40                       | Johanna Pretorius 12 s 50                                                    |
| T34       | Hannah Cockroft 16 s 77 (WR)                                      | Karé Adenegan 17 s 49 (SB)               | Alexa Halko 18 s 83 (SB)                                                     |
| T35       | Maria Lyle 14 s 62                                                | Oxana Corso 15 s 42 (SB)                 | Nienke Timmer 15 s 48 (PB)                                                   |
| T36       | Shi Yiting 13 s 62                                                | Yanina Martínez 14 s 02                  | Tascitha Oliveira Cruz 14 s 38                                               |
| T37       | Wen Xiaoyan 13 s 20 (CR)                                          | Jiang Fenfen 13 s 31                     | Mandy François-Elie 13 s 37                                                  |
| T38       | Sophie Hahn 12 s 38 (WR)                                          | Luca Ekler 12 s 89 (PB)                  | Rhiannon Clarke 12 s 94 (AR)                                                 |
| T47       | Brittni Mason 11 s 89 (WR)                                        | Deja Young 11 s 94                       | Anrune Weyers 12 s 36 (AR)                                                   |
| T52       | Kerry Morgan 21 s 16                                              | Teruyo Tanaka 22 s 85 (SB)               | Yuka Kiyama 25 s 04                                                          |
| T53       | Gao Fang 16 s 26 (CR)                                             | Zhou Hongzhuan 16 s 58                   | Samantha Kinghorn 16 s 64                                                    |
| T54       | Amanda Kotaja 16 s 00 (=CR)                                       | Zhou Zhaoqian 16 s 23 (SB)               | Cheri Madsen 16 s 42 (SB)                                                    |
| T63       | Karisma Evi Tiarani 14 s 72 (WR)                                  | Monica Contrafatto 15 s 56               | Gitte Haenen 15 s 60                                                         |
| RR3       | Kayleigh Haggo 18 s 32 (PB)                                       | Ellie Simpson 18 s 87 (PB)               | Andrea Overgaard 21 s 12 (PB)                                                |

#### 200 m
| Catégorie | Or                                                       | Argent                                                        | Bronze                                                     |
| --------- | -------------------------------------------------------- | ------------------------------------------------------------- | ---------------------------------------------------------- |
| T11       | Liu Cuiqing Guide : Xu Donglin 24 s 89                   | Thalita Simplício Guide : Felipe Veloso da Silva 24 s 92 (PB) | Lorena Salvatini Spoladore Guide : Renato Oliveira 25 s 62 |
| T12       | Omara Durand Guide : Yuniol Kindelan Vargas 23 s 57 (SB) | Adiaratou Iglesias Forneiro 24 s 31 (PB)                      | Oksana Boturchuk Guide : Mykyta Barabanov 24 s 44 (SB)     |
| T13       | Leilia Adzhametova 24 s 35                               | Rayane Soares da Silva 25 s 22                                | Kym Crosby 25 s 26                                         |
| T35       | Maria Lyle 30 s 33                                       | Jagoda Kibil 32 s 15 (PB)                                     | Oxana Corso 33 s 25 (SB)                                   |
| T36       | Shi Yiting 28 s 21 (WR)                                  | Danielle Aitchison 29 s 86 (AR)                               | Yanina Martínez 30 s 31 (AR)                               |
| T37       | Wen Xiaoyan 27 s 11 (WR)                                 | Mandy François-Elie 27 s 24 (PB)                              | Jiang Fenfen 27 s 46 (PB)                                  |
| T47       | Deja Young 24 s 47 (CR)                                  | Anrune Weyers 25 s 01 (AR)                                    | Lisbeli Vera Andrade 25 s 08 (PB)                          |
| T64       | Irmgard Bensusan 26 s 93 (CR)                            | Kimberly Alkemade 26 s 98 (PB)                                | Femita Ayanbeku 28 s 21 (SB)                               |

#### 400 m
| Catégorie | Or                                                            | Argent                                            | Bronze                                                             |
| --------- | ------------------------------------------------------------- | ------------------------------------------------- | ------------------------------------------------------------------ |
| T11       | Thalita Simplício Guide : Felipe Veloso da Silva 56 s 85 (PB) | Liu Cuiqing Guide : Xu Donglin 58 s 19            | Suneeporn Tanomwong Guide : Patchai Srikhamphan 1 min 00 s 69 (PB) |
| T12       | Omara Durand Guide : Yuniol Kindelan Vargas 52 s 85           | Oksana Boturchuk Guide : Mykyta Barabanov 56 s 02 | Greilyz Villaroel Hernandez Guide : Edicson Medina 58 s 66         |
| T13       | Rayane Soares da Silva 57 s 30 (PB)                           | Carolina Duarte 57 s 46                           | Leilia Adzhametova 57 s 55                                         |
| T20       | Breanna Clark 56 s 35 (SB)                                    | Yuliia Shuliar 58 s 04 (PB)                       | Carina Paim 59 s 15                                                |
| T37       | Natalia Kobzar 1 min 02 s 44 (PB)                             | Jiang Fenfen 1 min 02 s 90 (AR)                   | Sheryl James 1 min 06 s 06                                         |
| T38       | Margarita Gontcharova 1 min 02 s 08 (CR)                      | Kadeena Cox 1 min 02 s 20 (SB)                    | Sonia Mansour 1 min 03 s 96 (AR)                                   |
| T47       | Anrune Weyers 55 s 79 (CR)                                    | Li Lu 58 s 61                                     | Lisbeli Vera Andrade 58 s 98 (PB)                                  |
| T53       | Catherine Debrunner 56 s 74                                   | Zhou Hongzhuan 57 s 65                            | Hamide Dogangun 58 s 02                                            |
| T54       | Zou Lihong 53 s 28                                            | Amanda McGrory 54 s 85                            | Eliza Ault-Connell 55 s 30                                         |

#### 800 m
| Catégorie | Or                                    | Argent                            | Bronze                         |
| --------- | ------------------------------------- | --------------------------------- | ------------------------------ |
| T34       | Hannah Cockroft 1 min 57 s 27 (CR)    | Karé Adenegan 2 min 01 s 32 (PB)  | Alexa Halko 2 min 01 s 35 (AR) |
| T53       | Madison de Rozario 1 min 52 s 15 (CR) | Catherine Debrunner 1 min 53 s 19 | Zhou Hongzhuan 1 min 53 s 46   |
| T54       | Zou Lihong 1 min 48 s 26              | Amanda McGrory 1 min 48 s 84      | Susannah Scaroni 1 min 49 s 21 |

#### 1 500m
| Catégorie | Or                                                                     | Argent                                                  | Bronze                                                           |
| --------- | ---------------------------------------------------------------------- | ------------------------------------------------------- | ---------------------------------------------------------------- |
| T11       | Mónica Olivia Rodríguez Guide : Kevin Aguilar Perez 4 min 52 s 36 (PB) | He Shanshan Guide : Huang Ziqin 4 min 54 s 43           | Nancy Chelangat Koech Guide : Geoffrey Rotich 4 min 56 s 28 (SB) |
| T13       | Fatima Ezzahra El Idrissi 4 min 39 s 62                                | Francy Osorio Guide : John Chaves Campana 4 min 43 s 49 | Elena Pautova 4 min 45 s 85 (SB)                                 |
| T20       | Barbara Niewiedział 4 min 36 s 10                                      | Lyudmila Danilina 4 min 40 s 86                         | Ilona Biacsi 4 min 43 s 16                                       |
| T54       | Zou Lihong 3 min 34 s 09                                               | Madison de Rozario 3 min 34 s 30                        | Amanda McGrory 3 min 34 s 32                                     |

#### 5 000m
| Catégorie | Or                        | Argent                            | Bronze                          |
| --------- | ------------------------- | --------------------------------- | ------------------------------- |
| T54       | Zou Lihong 12 min 12 s 73 | Madison de Rozario 12 min 16 s 62 | Susannah Scaroni 12 min 15 s 57 |

#### Saut en longueur
| Catégorie | Or                              | Argent                         | Bronze                                 |
| --------- | ------------------------------- | ------------------------------ | -------------------------------------- |
| T11       | Zhou Guohua 4,92 m (SB)         | Ioulia Pavlenko 4,87 m (PB)    | Meritxell Playa Faus 4,74 m (SB)       |
| T12       | Oksana Zubkovska 5,73 m (SB)    | Lynda Hamri 5,58 m             | Gabriela Mendonca Ferreira 5,54 m (PB) |
| T20       | Karolina Kucharczyk 6,21 m (WR) | Aleksandra Ruchkina 5,62 m     | Mikela Ristoski 5,61 m (SB)            |
| T37       | Wen Xiaoyan 5,22 m (WR)         | Jaleen Roberts 4,81 m          | Marta Piotrowska 4,45 m (SB)           |
| T38       | Luca Ekler 5,31 (CR)            | Margarita Gontcharova 5,10 m   | Olivia Breen 4,93 m                    |
| T47       | Kiara Rodriguez 5,52 m          | Anna Grimaldi 5,50 m (SB)      | Aleksandra Moguchaïa 5,45 m            |
| T63       | Vanessa Low 4,68 m              | Gitte Haenen 4,41 m            | Tomomi Tozawa 4,33 m                   |
| T64       | Maya Nakanishi 5,37 m (SB)      | Marlene van Gansewinkel 5,28 m | Sarah Walsh 5,20 (=AR)                 |

#### Lancer du poids
| Catégorie | Or                                     | Argent                             | Bronze                                |
| --------- | -------------------------------------- | ---------------------------------- | ------------------------------------- |
| F12       | Assunta Legnante F11 15,83 m (SB)      | Safiya Burkhanova F12 14,97 m (CR) | Rebeca Valenzuela Alvarez F12 12,99 m |
| F20       | Sabrina Fortune 13,91 m (CR)           | Anastasiia Mysnyk 13,48 m (PB)     | Gloria Agblemagnon 12,96 m            |
| F32       | Anastasiia Moskalenko 6,92 m (CR)      | Evgeniia Galaktionova 6,67 m (PB)  | Mounia Gasmi 6,22 m (PB)              |
| F33       | Lucyna Kornobys 7,81 m (WR)            | Svetlana Krivenok 7,23 m (PB)      | Fouzia El Kassioui 6,42 m (AR)        |
| F34       | Zou Lijuan 8,76 m (CR)                 | Saida Amoudi 8,09 m (AR)           | Vanessa Wallace 7,66 m (PB)           |
| F35       | Mariia Pomazan 12,94 m                 | Wang Jun 10,94 m                   | Marivana Oliveira da Nobrega 9,44 m   |
| F36       | Birgit Kober 11,19 m (CR)              | Galina Lipatnikova 10,36 m         | Wu Qing 9,32 m (SB)                   |
| F37       | Lisa Adams 14,80 m (WR)                | Mi Na 12,95 m                      | Irina Vertinskaya 11,78 m (SB)        |
| F40       | Raja Jebali 8,63 m (CR)                | Renata Śliwińska 8,62 m            | Lauritta Onye 8,00 m                  |
| F41       | Raoua Tlili 10,33 m (CR)               | Antonella Ruiz Diaz 9,49 m (AR)    | Claire Keefer 9,9 m (AR)              |
| F54       | Francisca Mardones 8,19 m (WR)         | Mariia Bogacheva 7,64 m (SB)       | Gloria Zarza Guadarrama 7,47 m        |
| F57       | María de los Ángeles Ortiz 10,6 m (SB) | Nassima Saifi 10,32 m (SB)         | Safia Djelal 10,10 m                  |
| F64       | Yao Juan 10,90 m                       | Faustyna Kotlowska 9,71 m (AR)     | Martina Simonova 9,13 m               |

#### Lancer du disque
| Catégorie | Or                                         | Argent                           | Bronze                                  |
| --------- | ------------------------------------------ | -------------------------------- | --------------------------------------- |
| F11       | Assunta Legnante 37,89 m (AR)              | Zhang Liangmin 36,78 m (SB)      | Izabela Campos 34,28 m                  |
| F38       | Mi Na F37 37,50 m (CR)                     | Simone Kruger F38 33,91 m (WR)   | Renee Danielle Foessel F38 33,37 m (AR) |
| F41       | Raoua Tlili 34,48 m (CR)                   | Youssra Karim 33,59 m (PB)       | Niamh McCarthy 29,70 m                  |
| F53       | Elizabeth Rodrigues Gomes F52 16,89 m (WR) | Iana Lebiedieva F53 16,26 m (WR) | Zoia Ovsii F51 13,52 m (WR)             |
| F55       | Erica Maria Castano Salazar 23,87 m (PB)   | Dong Feixia 23,49 m              | Diāna Dadzīte 22,97 m                   |
| F57       | Nassima Saifi 35,76 m (WR)                 | Xu Mian 31,49 m (AR)             | Safia Djelal 31,05 m (PB)               |
| F64       | Yao Juan 38,78 m                           | Sarah Edmiston 36,43 m (AR)      | Faustyna Kotlowska 33,53 m (AR)         |

#### Lancer du javelot
| Catégorie | Or                         | Argent                                  | Bronze                                  |
| --------- | -------------------------- | --------------------------------------- | --------------------------------------- |
| F13       | Zhao Yuping 46,00 m (WR)   | Anna Kulinich-Sorokina 38,87 m (SB)     | Nozimakhon Kayumova 38,86 m             |
| F34       | Zou Lijuan F34 19,33 m     | Marjaana Heikkinen F34 18,52 m          | Lucyna Kornobys F33 16,99 m (WR)        |
| F46       | Hollie Arnold 44,73 m (CR) | Holly Robinson 41,60 m                  | Naibys Daniela Morillo Gil 40,95 m (AR) |
| F54       | Yang Liwan 18,41 m (SB)    | Flora Ugwunwa 18,38 m (SB)              | Hania Aidi 18,03 m                      |
| F56       | Diāna Dadzīte 25,54 m      | Hashemiyeh Motaghian Moavi 22,67 m (AR) | Raissa Rocha Machado 22,28 m            |

#### Lancer de massue
| Catégorie | Or                      | Argent                     | Bronze                             |
| --------- | ----------------------- | -------------------------- | ---------------------------------- |
| F32       | Maroua Brahmi 24,45 m   | Mounia Gasmi 23,45 m       | Anastasiia Moskalenko 21,58 m (PB) |
| F56       | Zoia Ovsii 25,23 m (WR) | Joanna Butterfield 21,67 m | Elena Gorlova 20,34 m              |

### Mixte
| Épreuve      | Or                                                                                             | Or      | Argent | Argent  | Bronze | Bronze  |
| ------------ | ---------------------------------------------------------------------------------------------- | ------- | --- | ------- | --- | ------- |
| 4×100 mètres | États-Unis- Erik Hightower (T54) - Deja Young (T46) - Jaleen Roberts (T37) - Noah Malone (T12) | 46 s 94 | Chine- Liu Yang (T54) - Wang Hao (T46) - Zou Lihong (T54) - Zhou Guohua (T11) - Yang Yifei (T36) - Wen Xiaoyan (T37) | 47 s 40 | Russie- Aleksei Bychenok (T54) - Anastasiia Soloveva (T47) - Roman Tarasov (T12) - Viktoriia Slanova (T37) | 47 s 96 |